# Michael Simões Domingues
Michael Simões Domingues (Yverdon-les-Bains, 8 maart 1991) - alias Mika - is een in Zwitserland geboren Portugees voetballer die als doelman speelt. Hij verruilde in 2016 Boavista voor Sunderland.

## Clubcarrière
Mika verruilde op vijftienjarige leeftijd Sporting Pombal voor União Leiria. Op 26 februari 2010 maakte hij zijn profdebuut tegen Vitória SC. Het seizoen erna speelde hij twee wedstrijden. Beide duels (Sporting Lissabon uit, 0-0 en SL Benfica uit, 3-3) eindigden op een gelijkspel. Op 7 juli 2011 tekende hij een vijfjarig contract bij SL Benfica. In zijn eerste seizoen was hij derde keeper na Artur Moraes en Eduardo. In juli 2012 haalde Benfica transfervrij de ervaren Paulo Lopes op als vervanger voor de vertrokken Eduardo. Daardoor kon Mika zich daardoor volop concentreren op zijn prestaties bij het tweede elftal van Benfica, dat vanaf het seizoen 2012-2013 in de Segunda Liga speelde. Daar concurreerde hij met de drie jaar jongere Bruno Varela.

## Interlandcarrière
Mika haalde zeventien caps voor Portugal -20 en zes voor Portugal -21. In 2011 verloor hij met Portugal -20 de finale van het WK -20 in Colombia. Op dat toernooi werd hij tot beste doelman verkozen. 
1 Burge ·
2 Huggins ·
4 Evans  ·
5 Batth ·
6 Doyle ·
7 Dajaku ·
8 Embleton ·
9 Broadhead ·
10 Defoe ·
11 Gooch ·
13 O'Nien ·
14 Stewart ·
15 Winchester ·
16 Willis ·
17 Cirkin ·
18 Taylor ·
19 Xhemajli ·
20 Patterson ·
21 Pritchard ·
24 Neil ·
25 Clarke ·
26 Wright ·
27 Matete ·
28 McGeady ·
32 Hume ·
39 Hoffmann ·
77 Roberts ·
Coach: Neil
· Assistent-coach: Canning